# Blanka Bauer
Blanka Bauer (20 de julio de 2005) es un deportista húngara que compite en pentatlón moderno. Ganó una medalla de bronce en el Campeonato Europeo de Pentatlón Moderno de 2025, en la prueba individual.

## Medallero internacional
| Campeonato Europeo | Campeonato Europeo | Campeonato Europeo | Campeonato Europeo |
| Año                | Lugar              | Medalla            | Competición        |
| ------------------ | ------------------ | ------------------ | ------------------ |
| 2025               | Madrid (España)    | Medalla de bronce  | Individual         |